# Clossiana jezoensis
Clossiana jezoensis är en fjärilsart som beskrevs av Matsumura 1919. Clossiana jezoensis ingår i släktet Clossiana och familjen praktfjärilar. Inga underarter finns listade i Catalogue of Life.